# Durk Jager
Durk Jager (Haskerland, 30 april 1943 – 3 april 2022) was een Amerikaans-Nederlands topfunctionaris.

## Leven en werk
Ir. Jager studeerde vliegtuigbouwkunde in Delft en haalde zijn doctoraal bedrijfskunde in Rotterdam. Hij begon zijn carrière bij het Amerikaanse concern Procter & Gamble in consumentengoederen zoals voeding en schoonmaakartikelen in 1970 in Nederland. Na functies in Oostenrijk en Japan werd hij in 1989 benoemd in het bestuur van de onderneming. In 1999 werd hij bestuursvoorzitter. Na het mislukken van een reorganisatie werd hij echter al snel aan de kant gezet en stapte op in 2000.
Hierna werd Jager lid van de raad van commissarissen van het Amerikaanse Chiquita Brands International en het Nederlandse Koninklijke KPN en het Nederlandse Royal Wessanen. Bij laatst genoemde onderneming heeft hij topman Ad Veenhof gedwongen op te stappen.